# 清水 (大阪市)
清水（しみず）は、大阪府大阪市旭区にある町名。現行行政地名は清水一丁目から清水五丁目。

## 地理
旭区の南東部に位置し、南に新森、西に千林、北と東に守口市と接している。

## 経済

### 産業
店・企業
- 大阪旭東郵便局（日本郵政グループ）
- 旭清水郵便局（日本郵政グループ）
- セブン-イレブン 大阪清水駅前店
- ファミリーマート 清水二丁目店
- 井村屋 関西支店

### 事業所
2016年（平成28年）現在の経済センサス調査による事業所数と従業員数は以下の通りである。
| 丁目       | 事業所数  | 従業員数 |
| ---------- | --------- | -------- |
| 清水一丁目 | 49事業所  | 171人    |
| 清水二丁目 | 54事業所  | 384人    |
| 清水三丁目 | 89事業所  | 600人    |
| 清水四丁目 | 60事業所  | 439人    |
| 清水五丁目 | 45事業所  | 203人    |
| 計         | 297事業所 | 1,797人  |

## 世帯数と人口
2019年（平成31年）3月31日現在の世帯数と人口は以下の通りである。
| 丁目       | 世帯数    | 人口    |
| ---------- | --------- | ------- |
| 清水一丁目 | 833世帯   | 1,583人 |
| 清水二丁目 | 1,046世帯 | 2,098人 |
| 清水三丁目 | 1,401世帯 | 2,452人 |
| 清水四丁目 | 1,112世帯 | 2,011人 |
| 清水五丁目 | 818世帯   | 1,503人 |
| 計         | 5,210世帯 | 9,647人 |

### 人口の変遷
国勢調査による人口の推移。
| 1995年（平成7年）  | 10,832人 | [ 6 ]  |  |
| 2000年（平成12年） | 10,146人 | [ 7 ]  |  |
| 2005年（平成17年） | 9,673人  | [ 8 ]  |  |
| 2010年（平成22年） | 9,683人  | [ 9 ]  |  |
| 2015年（平成27年） | 9,347人  | [ 10 ] |  |

### 世帯数の変遷
国勢調査による世帯数の推移。
| 1995年（平成7年）  | 4,807世帯 | [ 6 ]  |  |
| 2000年（平成12年） | 4,704世帯 | [ 7 ]  |  |
| 2005年（平成17年） | 4,326世帯 | [ 8 ]  |  |
| 2010年（平成22年） | 4,599世帯 | [ 9 ]  |  |
| 2015年（平成27年） | 4,436世帯 | [ 10 ] |  |

## 学区
市立小・中学校に通う場合、学区は以下の通りとなる。なお、小学校・中学校入学時に学校選択制度を導入しており、通学区域以外に旭区の小学校・中学校から選択することも可能。
| 丁目       | 番   | 小学校             | 中学校             |
| ---------- | ---- | ------------------ | ------------------ |
| 清水一丁目 | 全域 | 大阪市立清水小学校 | 大阪市立旭東中学校 |
| 清水二丁目 | 全域 | 大阪市立清水小学校 | 大阪市立旭東中学校 |
| 清水三丁目 | 全域 | 大阪市立清水小学校 | 大阪市立旭東中学校 |
| 清水四丁目 | 全域 | 大阪市立清水小学校 | 大阪市立旭東中学校 |
| 清水五丁目 | 全域 | 大阪市立清水小学校 | 大阪市立旭東中学校 |

## 交通

### 鉄道
- 大阪市高速電気軌道
  - 今里筋線 清水駅

### 道路
- 国道479号
- 大阪府道159号平野守口線
- 大阪府道161号深野南寺方大阪線

## 施設
- 大阪市立清水小学校（5丁目）
- 大阪市立市民交流センターあさひ東（5丁目）
  - 両国同和地区解放会館[13]
  - 両国人権文化センター[14]
- 両国青少年会館[14]（5丁目）
- 浄土真宗本願寺派誓願寺（5丁目）
- 天理教大市分教会（2丁目）

## その他

### 日本郵便
- 〒535-0021[3]（集配局：大阪旭郵便局[15]）